# Best Friends Forever (South Park)
Best Friends Forever is aflevering 131 (#904) van de animatieserie South Park. Deze aflevering werd in de Verenigde Staten voor het eerst uitgezonden op 30 maart 2005. De aflevering is gebaseerd op de Terri Schiavo-zaak en won een Primetime Emmy Award for Outstanding Animated Program.
“Best Friends Forever” is geschreven door Trey Parker en werd slechts enkele uren nadat Terri Schiavo stierf uitgezonden. De aflevering werd door critici positief onthaald vanwege de manier waarop het mediacircus rond de Schiavo-zaak werd uitgebeeld.

## Verhaal
Kenny McCormick is de eerste die een Sony PSP krijgt en raakt al snel verslaafd aan het spel "Heaven vs. Hell", waarin de speler de troepen van de hemel moet aansturen tegen de legers van Satan. Ondertussen is Eric Cartman woedend dat hij geen PSP heeft kunnen bemachtigen. Kenny is heel goed in het spel, maar wordt bij het bereiken van level 60 door een vrachtwagen overreden en overlijdt.
Kenny gaat naar de hemel en komt er daar achter dat zijn dood geen ongeluk was. Het leger van Satan staat op het punt de hemel aan te vallen en de engelen hebben maar een klein leger. Daarom heeft God de PSP naar de aarde gestuurd. Degene die het beste was in het spelletje "Heaven vs. Hell" moest het leger van de hemel leiden met behulp van een gouden PSP. Kenny is als het ware hun Keanu Reeves. Echter, nadat Petrus en de aartsengel Michael hem alles hebben uitgelegd en Kenny zijn plicht aanvaardt, verdwijnt Kenny.
In het ziekenhuis van South Park wordt Kenny tot leven gewekt door de dokters. Maar omdat hij zo lang al dood was kan hij niet meer praten of bewegen. Hij krijgt voeding met behulp van een sonde. 
Het testament van Kenny, waarin onder meer staat dat Cartman Kenny’s PSP mag hebben, wordt ondertussen aan Cartman, Stan en Kyle voorgelezen. De advocaat is alleen de laatste pagina verloren. Als ze horen dat Kenny leeft zijn Stan en Kyle opgelucht, maar Cartman is woedend omdat hij nu zijn PSP dreigt mis te lopen. Hij stelt daarom dat Kenny ooit tegen hem gezegd heeft niet door machines in leven te willen worden gehouden, en beroept zich op hun relatie als "BFFs" ("Best Friends Forever"). Cartman procedeert hierover tot aan het Hooggerechtshof en krijgt daar gelijk: Kenny’s sonde wordt verwijderd.
Stan en Kyle vertellen de media over de zaak en krijgen veel mensen aan hun kant. Satans rechterhand gaat naar de aarde en doet wat ze altijd doen: de Republikeinen gebruiken. Satan steunt Stan en Kyle en de hemel steunt Eric. Het draait uit op gebekvecht bij Kenny’s bed, dat rechtstreeks wordt uitgezonden op de televisie. De advocaat onderbreekt het gevecht met het nieuws dat hij de laatste pagina van Kenny's testament gevonden heeft. Daarin staat dat als Kenny ooit door machines in leven wordt gehouden, ze hem nooit in die staat moeten tonen op nationale televisie. Kyle concludeert daarop dat Cartman gelijk had, om de verkeerde redenen, en hij en Stan ongelijk hadden, om de juiste redenen. Ze laten Kenny alleen om te sterven.
Kenny verschijnt net op tijd in de hemel om de strijd tegen Satans leger te leiden met zijn gouden PSP. Na de overwinning krijgt Kenny als dank een gouden standbeeld van Keanu Reeves.
Tien favoriete afleveringen geselecteerd door Matt Stone en Trey Parker:
Stupid Spoiled Whore Video Playset · The Return of the Fellowship of the Ring to the Two Towers · Best Friends Forever · Good Times with Weapons · Casa Bonita · AWESOM-O · Trapped in the Closet · Towelie · Red Hot Catholic Love · Scott Tenorman Must Die

Vier favoriete afleveringen geselecteerd door de fans:
It Hits the Fan · Timmy 2000 · Fat Butt and Pancake Head · The Death Camp of Tolerance

Speciaal bijgevoegd: The Spirit of Christmas (kort geanimeerd)